# 李文秀
李文秀是金庸小说《白马啸西风》中的女主角（本书主角为女性），父亲为白马李三，有一匹上等的白马。

## 生平
吕梁三杰（霍元龙、史仲俊、陈达海）为抢夺一副高昌迷宫图，追杀李文秀的父母白马李三和其妻子上官虹，李三夫妇逃至回疆仍无法摆脱强敌只能力战到底杀死史仲俊，最终双双战死。白马带着只有七岁的李文秀逃进沙漠，后来到哈萨克人居住的地方，被当地一名汉人計老人收养。
小文秀与哈萨克第一勇士苏鲁克的儿子苏普成为了好朋友，但苏鲁克痛恨汉人，不让他们交往。李文秀长大之后，发现苏普已与当地姑娘阿曼相好，甚为伤心。后来李文秀碰上仇人霍元龙一行，为报父母之仇，她将他们引入大沙漠以圖同歸於盡。巧合之下，李文秀在沙漠綠洲遇上隐居于此的江南高手华辉，並協助華輝拔出插在背上十多年的三枚毒針。華輝於是教李文秀武功，將霍元龍一行人殺死。之後华辉收李文秀为徒，经过两年的学艺，李文秀漸擁有一等高手的武功。
陳達海一眾強盜，苏普父子与阿曼碰上大風雪來到計老人和李文秀家中躲避，陳達海發現李文秀的手帕就是尋找多年的高昌地圖，取得地圖後欲將知情的人滅口，卻被女扮男裝的李文秀打敗後逃脫。李文秀與苏普父子一同追蹤陳達海至高昌古城，解开了高昌迷宫图的秘密。阿曼在古城中被神秘人擄走，後來才知擄走她的是李文秀師父華輝，在一系列的冲突中，计老人和华辉接连死去，而李文秀亦在他們死前得知他們的秘密。兩名無血緣的親人過世，加上不能與蘇普一起，回疆之于李文秀再无可恋之处，她带上那匹老去的白马向着江南远去……

## 语录
那是很久很久以前的事了，早就打碎了，不见了……如果你深深爱着的人，却深深地爱上了别人，有什么法子？……那都是很好很好的，可是我偏不喜欢……”